# 卡萨尔菲乌马内塞
卡萨尔菲乌马内塞是意大利艾米利亚-罗马涅大区博洛尼亚省的一个镇，距离大区首府博洛尼亚约30公里。

## 名人
- 卢卡·吉尼：意大利物理学家、植物学家
- 洪诺留二世：罗马教皇